# Peter Mailänder
Karl Peter Mailänder (* 23. Oktober 1936 in Stuttgart) ist ein deutscher Rechtsanwalt und ehemaliger Richter am Verfassungsgerichtshof für das Land Baden-Württemberg.

## Leben
Mailänder studierte von 1955 bis 1959 in München und Tübingen Rechtswissenschaft. Nach Bestehen der ersten juristischen Staatsprüfung studierte er von 1960 bis 1961 anglo-amerikanisches Recht und Rechtsvergleichung an der New York University und erwarb den Grad eines Master of Comparative Jurisprudence. Von 1961 bis 1965 war Mailänder wissenschaftlicher Assistent, zunächst am Lehrstuhl für Bürgerliches Recht und Wirtschaftsrecht der Universität Tübingen, später am Institut für Europäisches und Internationales Wirtschaftsrecht der Universität München. 1963 promovierte er in Tübingen mit einer Arbeit zum Thema "Das Verbot horizontaler Wettbewerbsbeschränkungen und die Rechtsbeziehungen zu Dritten – Eine rechtsvergleichende Untersuchung", 1964 legte er die zweite juristische Staatsprüfung ab. 1965 beteiligte sich Mailänder an der Gründung der Sozietät Haver & Mailänder, einer Wirtschaftskanzlei in Stuttgart, für die er bis heute als Rechtsanwalt tätig ist.
1988 nahm Mailänder erstmals einen Lehrauftrag an der Universität Hohenheim wahr und wurde dort 1992 zum Honorarprofessor bestellt. Heute ist er dem Lehrstuhl für Bürgerliches Recht, Handels-, Wirtschafts- und Agrarrecht zugeordnet.
Im Jahr 2000 wählte der Landtag von Baden-Württemberg Mailänder mit 89 von 107 abgegebenen Stimmen zum Mitglied des Staatsgerichtshofs für das Land Baden-Württemberg. Seine Wiederwahl 2009 erfolgte mit 105 Stimmen gegen eine Stimme bei elf Enthaltungen. Im Dezember 2015 wurde das Gericht von „Staatsgerichtshof“ in „Verfassungsgerichtshof“ umbenannt. Am 20. Juli 2018 endete seine Tätigkeit am Verfassungsgerichtshof.
Seit 1997 ist Mailänder Mitglied der Kommission zur Ermittlung der Konzentration im Medienbereich und war von 2002 bis 2004 deren Vorsitzender. Von 1986 bis 1998 gehörte Mailänder dem Präsidium der Rechtsanwaltskammer Stuttgart an. Zudem war er in verschiedenen Funktionen für die Bundesrechtsanwaltskammer und den Bund der Steuerzahler Baden-Württemberg tätig.

## Auszeichnungen
2006 wurde Mailänder das Verdienstkreuz am Bande des Verdienstordens der Bundesrepublik Deutschland verliehen.